# Wstęga Möbiusa

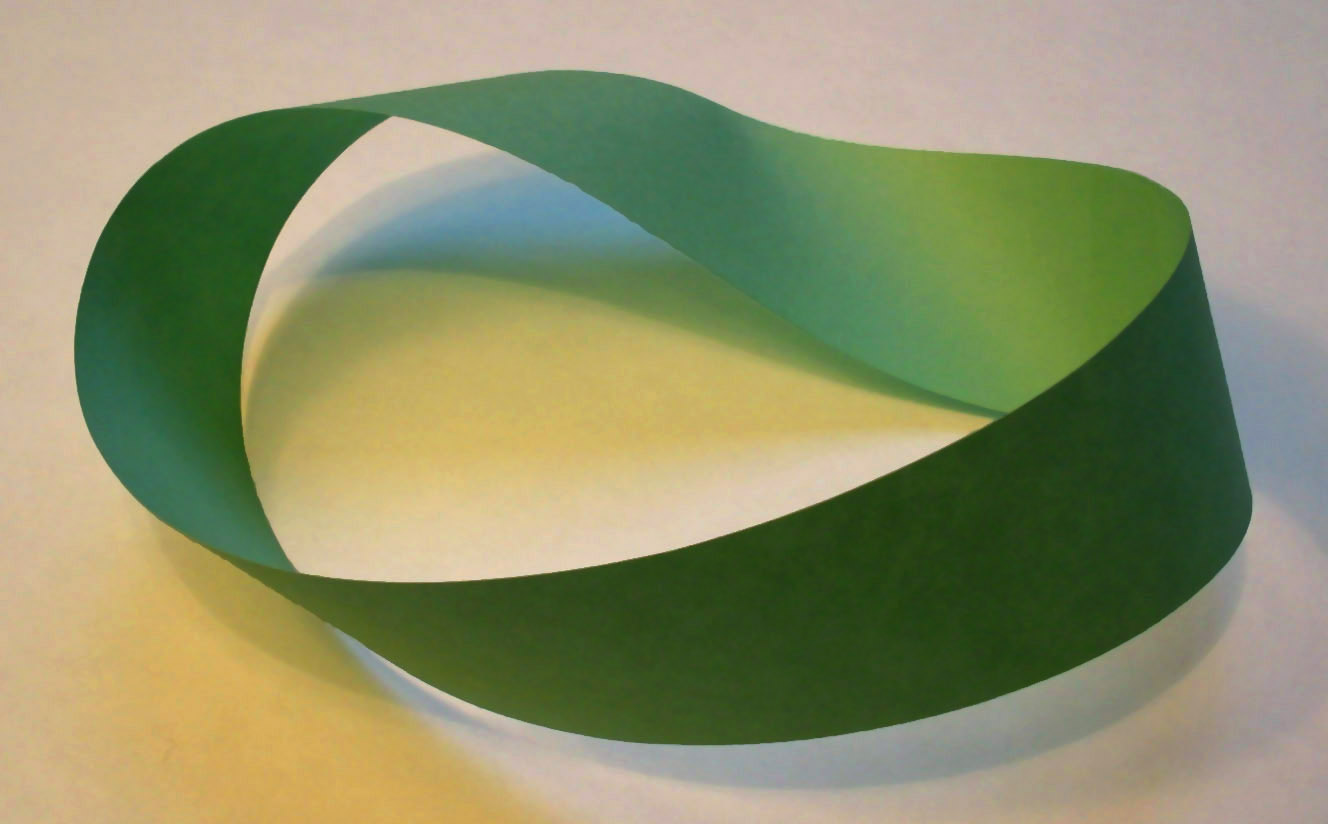
Model wstęgi Möbiusa wykonany z paska papieru

Wstęga Möbiusa – szczególna powierzchnia jednostronna opisana niezależnie przez niemieckich matematyków Augusta Möbiusa i Johanna Benedicta Listinga w 1858 roku: dwuwymiarowa zwarta rozmaitość topologiczna, nieorientowalna z brzegiem.
Jej model można uzyskać, sklejając taśmę końcami przy odwróceniu jednego z końców o kąt 180°. Stylizowana wstęga Möbiusa jest symbolem recyklingu; w innej stylizacji jest obecna w logotypie Międzynarodówki humanistycznej. W sztuce znana jest z grafiki Mauritsa Cornelisa Eschera przedstawiającej mrówki idące po wstędze Möbiusa.
Wstęga Möbiusa przy odpowiednim ułożeniu przypomina symbol nieskończoności {\displaystyle \infty ,} co może prowadzić do błędnych przypuszczeń, że symbol ten pochodzi od wstęgi Möbiusa.

Symbol recyklingu
Logo Międzynarodówki humanistycznej

## Konstrukcje
Relacja równoważności

Należy złączyć krawędzie czerwone tak, aby strzałki miały ten sam zwrot

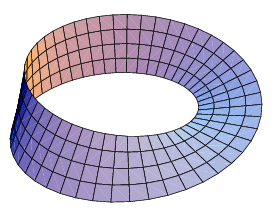
Wykres parametryczny

Wstęgę Möbiusa można skonstruować z prostokąta {\displaystyle [0;a]\times [0;b]} wprowadzając relację {\displaystyle (x,0)\sim (a-x,b)} dla {\displaystyle 0\leqslant x\leqslant a,} która utożsamia dwie przeciwległe krawędzie, wraz z topologią ilorazową względem relacji {\displaystyle \sim }.
Parametryzacja
Innym sposobem jest określenie parametryzacji tej powierzchni. Niech dany będzie odcinek {\displaystyle AB} długości {\displaystyle 2a} i środku {\displaystyle C} poruszający się w przestrzeni {\displaystyle \mathbb {R} ^{3}} o początku układu {\displaystyle O} w ten sposób, że punkt {\displaystyle C} zakreśla okrąg sparametryzowany równaniami:
{\displaystyle x(u)=r\cos u,}
{\displaystyle y(u)=r\sin u,}
{\displaystyle z(u)=0,}
gdzie {\displaystyle 0\leqslant u\leqslant 2\pi }. Niech odcinek {\displaystyle AB} będzie stale prostopadły do {\displaystyle OC,} a kąt nachylenia tego odcinka do płaszczyzny {\displaystyle \{(x,y,z)\in \mathbb {R} ^{3}\colon z=0\}} niech równa się {\displaystyle {\tfrac {u}{2}}}. Wtedy odcinek {\displaystyle AB} zakreśla wstęgę Möbiusa o parametryzacji:
{\displaystyle x(u,v)=r\cos u-v\sin {\tfrac {u}{2}}\sin u,}
{\displaystyle y(u,v)=r\sin u+v\sin {\tfrac {u}{2}}\cos u,}
{\displaystyle z(u,v)=v\cos {\tfrac {u}{2}},}
gdzie {\displaystyle 0\leqslant u<2\pi } oraz {\displaystyle -a\leqslant v\leqslant a}. Zmiana parametru {\displaystyle u} powoduje poruszanie punktu wzdłuż wstęgi, zmiana parametru {\displaystyle v} – w poprzek.

## Własności topologiczne
Wstęgę Möbiusa można zanurzyć w przestrzeni trójwymiarowej. Jej nieorientowalność oznacza, że ma tylko jedną stronę, tzn. jest powierzchnią jednostronną. W przypadku gładkich parametryzacji oznacza to, że oś normalna wstęgi Möbiusa nie może być funkcją ciągłą na całej powierzchni wstęgi.
Jej brzeg jest homeomorficzny z okręgiem. Oznacza to, wstęga ma tylko jedną intuicyjnie rozumianą krawędź, w przeciwieństwie np. do powierzchni bocznej walca, która ma dwie krawędzie. „Zaklejenie” tego brzegu (niemożliwe w przestrzeni trójwymiarowej) kołem daje płaszczyznę rzutową, „zaklejenie” tego brzegu inną wstęgą Möbiusa daje butelkę Kleina. Płaszczyzna rzutowa i butelka Kleina są innymi przykładami powierzchni nieorientowalnej. Zachodzi ogólna własność: powierzchnia jest nieorientowalna wtedy i tylko wtedy, gdy zawiera podzbiór homeomorficzny ze wstęgą Möbiusa.
Charakterystyka Eulera tej powierzchni jest równa 0.

## Rozcinanie wstęgi Möbiusa
Rozcięcie wstęgi Möbiusa wzdłuż jej linii środkowej nie powoduje jej rozkładu na dwa rozłączne obiekty, lecz powoduje otrzymanie dwukrotnie dłuższej, dwukrotnie skręconej obręczy (posiadającej dwie strony). Rozcięcie wstęgi Möbiusa wzdłuż w jednej trzeciej szerokości powoduje otrzymanie jednej węższej wstęgi Möbiusa o długości równej wyjściowej wstędze oraz splecionej z nią dwukrotnie dłuższej, dwukrotnie skręconej obręczy. W wyniku przecięcia taśmy skręconej przed sklejeniem nie o 180°, jak w przypadku wstęgi Möbiusa, ale 360°, otrzymuje się dwa kręgi węzłowe, połączone jak ogniwa w łańcuchu.